# Kurt Cobain
Kurt Donald Cobain (Aberdeen, 20 de febrero de 1967-Seattle, c. 5 de abril de 1994) fue un músico estadounidense, conocido por haber sido el vocalista, guitarrista y principal compositor de la banda Nirvana. Es considerado como un icono y portavoz de la Generación X, y es ampliamente reconocido como uno de los músicos de rock más influyentes de todos los tiempos.
Cobain formó Nirvana con Krist Novoselic en su ciudad natal en 1985 y la estableció como parte de la escena musical de Seattle, con su álbum Bleach (1989) lanzado por el sello discográfico independiente Sub Pop. Después de firmar con el sello DGC Records, la banda logró el éxito de manera inesperada con «Smells Like Teen Spirit», primer sencillo de su segundo álbum Nevermind (1991). Tras el éxito de Nevermind, Nirvana fue etiquetado como «la banda principal» de la generación X, y Cobain fue aclamado como «el portavoz de una generación». Cobain, sin embargo, estaba a menudo incómodo y frustrado, creyendo que su mensaje y su visión artística habían sido malinterpretadas por el público, siendo sus problemas personales a menudo objeto de atención de los medios. Él desafió a la audiencia de Nirvana con su álbum de estudio final, In Utero (1993). El álbum no coincidió con las cifras de ventas de Nevermind pero aún fue un éxito crítico y comercial.
Durante los últimos años de su vida, Cobain luchó con depresión, enfermedad y adicción a la heroína. También tenía dificultad para sobrellevar su fama e imagen pública, las presiones profesionales y personales. El 8 de abril de 1994, Cobain fue encontrado muerto en su casa en Seattle, a causa de una herida ocasionada en la cabeza por una escopeta alrededor de tres días antes. Las circunstancias de su muerte, a los 27 años de edad, se han convertido en un tema de fascinación pública y debate.

## Primeros años

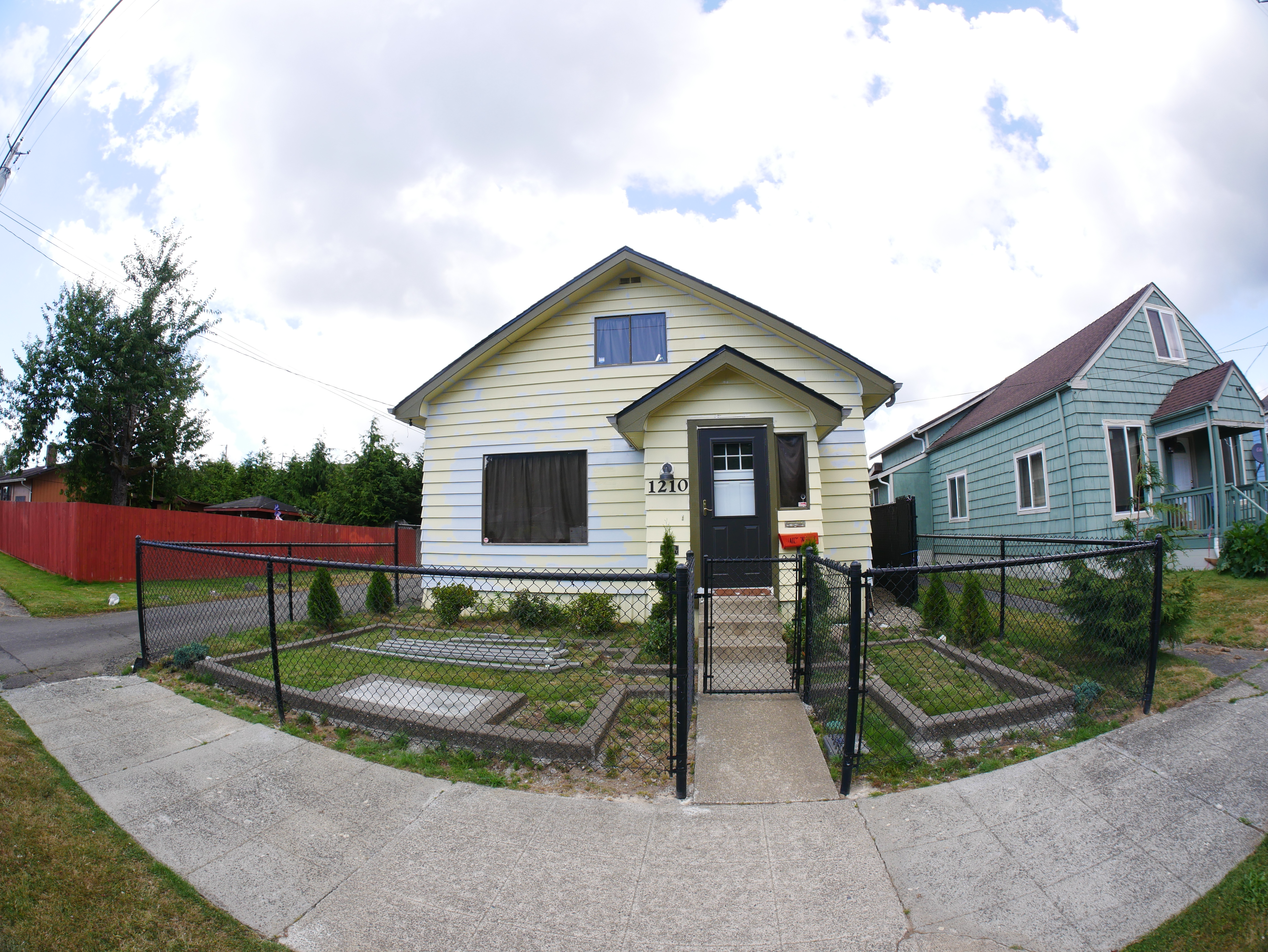
La antigua casa de la infancia de Cobain en 2020.

Kurt Cobain nació en el estado de Washington el 20 de febrero de 1967, en el seno de una familia cristiana (más tarde reflejaría esta etapa en la canción «Lithium»). Vivió sus primeros seis meses en Hoquiam, hasta que su familia volvió a Aberdeen.

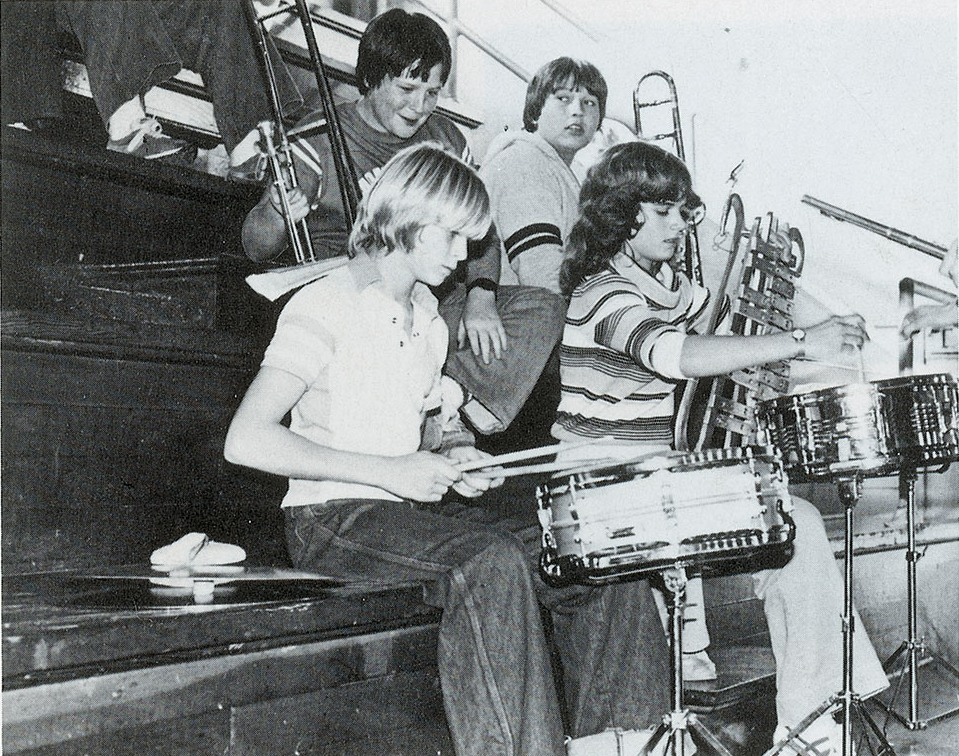
Cobain tocando la batería en una asamblea del Montesano High School.

Su padre se llamaba Donald Leland Cobain y su madre Wendy Elizabeth Fradenburg. También tenía una hermana menor, Kimberly, nacida el 24 de abril de 1970.: 13 : 7 
Escuchaba artistas como Ramones y también cantaba canciones como «Motorcycle Song» de Arlo Guthrie, «Hey Jude» de The Beatles, «Seasons in the Sun» de Terry Jacks y el tema musical de la serie de televisión The Monkees a temprana edad.
Según sus padres, la vida de Cobain cambió dramáticamente a los nueve años debido a su divorcio. En una entrevista en 1993, Cobain dijo: 

Recuerdo sentirme apenado, triste por mis padres. Me avergonzaba compararme con mis amigos de la escuela, porque yo ansiaba pertenecer a ese tipo de familia clásica, a una familia típica. Madre, padre... Yo quería esa seguridad. Odié a mis padres durante años por esa razón.

 Tras un año viviendo con su madre después del divorcio, Cobain se trasladó a Montesano para vivir con su padre.
Durante la adolescencia sufrió el acoso por parte de sus compañeros de escuela y en la calle por ser amigo de un chico gay.

## Nirvana
Cobain recibió su primera guitarra a la edad de catorce años. Su tío la consiguió en el Centro Musical Rosevear, en Aberdeen, escogiendo el instrumento en vez de una bicicleta. Desde ese momento Cobain intentó formar bandas con amigos, interpretando canciones de AC/DC y Led Zeppelin. En la secundaria, sin embargo, Cobain tuvo problemas frecuentes para encontrar a alguien con quien tocar, debido a que ninguno de sus amigos poseía ningún talento musical particular. Sus principales influencias en aquella época fueron Iron Maiden y Led Zeppelin, bandas que hasta hoy se conservan escritas en la pared de su habitación en la casa de su infancia y adolescencia.

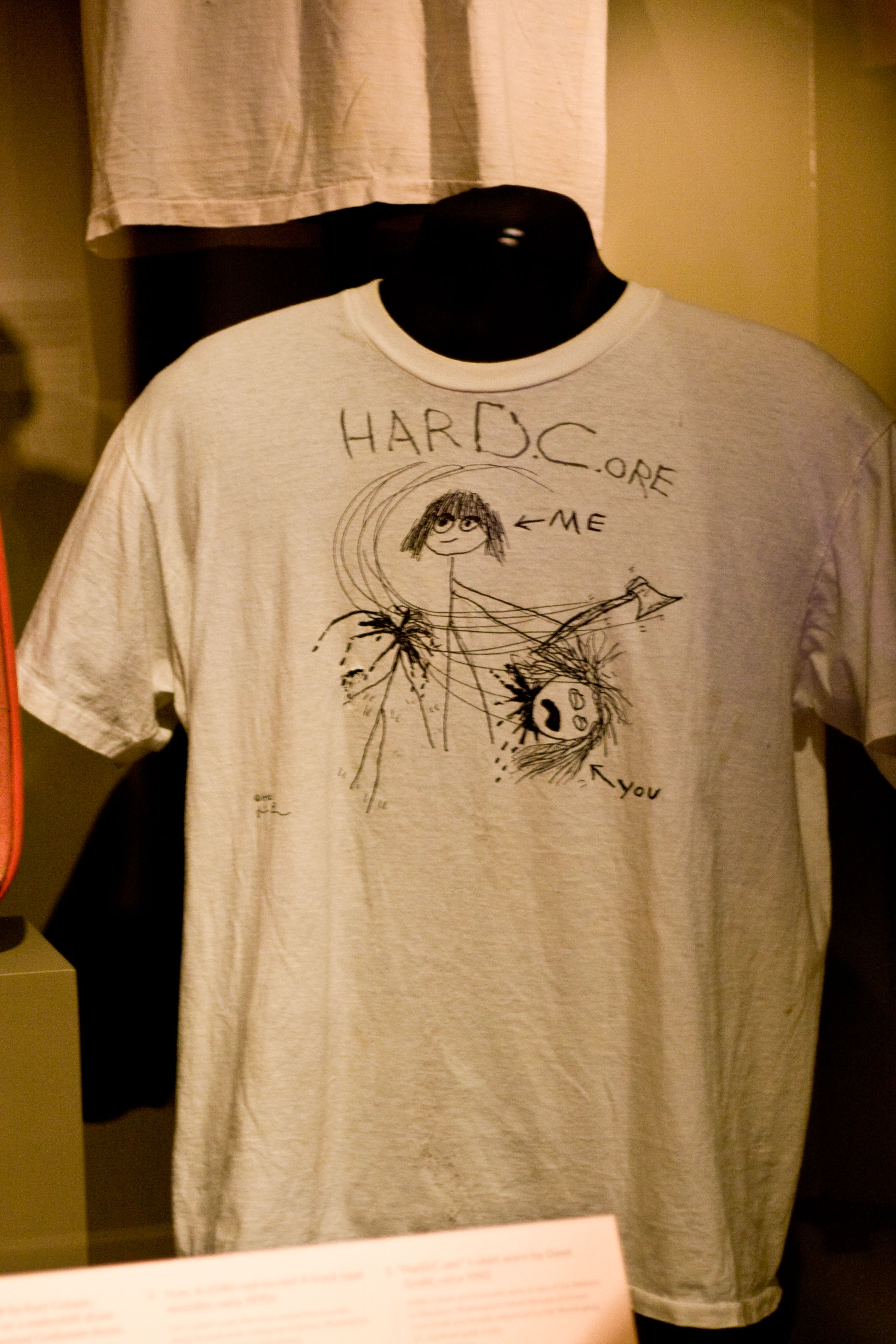
Camiseta que Kurt Cobain usaba a diario en el EMP Museum.

Posteriormente, Cobain conoció a Krist Novoselic, un fiel devoto del punk rock, que vivía al otro lado del puente de la calle Young. La madre de Novoselic era propietaria de un salón de belleza (Maria’s Hair Design), así que, de manera ocasional, ambos pudieron practicar en el segundo piso del edificio. Pocos años después Cobain intentó convencer a Novoselic para formar una banda con él, y para ello le cedió una copia de una demo casera (titulada «Illiteracy Will Prevail») grabada por una de las primeras bandas que formó Cobain en 1985, Fecal Matter. Después de meses pensándolo, Novoselic aceptó unirse a Cobain, lo cual sentó las bases de Nirvana.
En los primeros años como grupo, a Novoselic y a Cobain les tocó rotar frecuentemente entre varios bateristas, como Dale Crover y Aaron Buckhard. Finalmente, Chad Channing se unió a la banda, con el cual grabaron Bleach, lanzado en Sub Pop Records en 1989 con Jack Endino como productor y Jason Everman como financiador. Aunque este no tocó en ningún tema del álbum, estuvo presente como segundo guitarrista en algunas actuaciones del grupo y también apareció en la portada del álbum, aunque durante la gira de Bleach este renunció, y volvieron a ser el trío que solían ser. Cobain, sin embargo, no estaba satisfecho con el estilo de Channing, y la banda lo reemplazó por Dave Grohl a finales de 1990, no sin antes grabar «Sliver» con el baterista Dan Peters de la banda Mudhoney. Junto a Grohl, la banda encontró el éxito con su disco debut en una gran discográfica, Nevermind (1991).
Inicialmente, la expectativa de ventas para Nevermind no superaba las 500 000 copias. Sin embargo, el álbum obtuvo certificación de triple platino en los Estados Unidos en menos de seis meses. A su vez el videoclip de la canción «Smells Like Teen Spirit» pasó de emitirse solo a partir de medianoche a entrar en alta rotación en horario de máxima audiencia en MTV y llegó al puesto 6 en el Top 100 de la revista Billboard, inspirando a un puñado de imitadores y llevando al sonido grunge y alternativo a los listados. La popularidad del rock alternativo, así como el fin de la era del hair metal, son atribuidos a Nevermind.
El 11 de enero de 1992, con 12 millones de copias vendidas, el álbum alcanzó la cima del listado de álbumes de Billboard, quitando del primer lugar a Dangerous de Michael Jackson y superando también a Use Your Illusion de Guns N' Roses, un hecho considerado símbolo de la subida de la música alternativa sobre el pop y el hard rock. Además, la llegada de Nevermind ayudó a la entrada en las listas de varios álbumes de grunge como Ten de Pearl Jam y Badmotorfinger de Soundgarden.
Alegando cansancio (en buena parte por algunos problemas de voz que Cobain sufrió), y después de un corto tour junto a Pearl Jam y Red Hot Chili Peppers por la costa este estadounidense, y de uno por Australia y Japón, la banda decidió no embarcarse en una gira en la primavera de 1992 por Estados Unidos para promocionar Nevermind (pese a hacer presentaciones promocionales en el popular programa Saturday Night Live y en MTV), optando por hacer varias actuaciones posteriormente ese mismo año.
Ya en 1993, salió el disco In Utero. Con él la banda también se enfrentó a la censura. Grandes cadenas de almacenes como Kmart y Walmart se negaron a tener el álbum en sus estanterías, alegando que títulos de canciones como «Rape Me» y el collage de fetos plásticos en la contraportada del álbum eran muy «controvertidos» para cadenas «orientadas a la familia».
Entonces la banda aceptó cambiar el arte del álbum, lanzando una versión «limpia», que también cambiaba el nombre de «Rape Me» por «Waif Me». Sin embargo, con la excepción de la mezcla de Litt de «Pennyroyal Tea», la música incluida era idéntica al lanzamiento común. Cuando le preguntaron sobre la versión editada, Cobain dijo que muchos residentes de pequeños pueblos (especialmente en el centro de los Estados Unidos) no tenían tiendas locales de música, y tenían que comprar sus álbumes en grandes cadenas de almacenes como Kmart.
Aunque «Heart-Shaped Box» tuvo buena aceptación por parte de las emisoras alternativas y mainstream, e In Utero debutó en el número 1 en la lista de álbumes de Billboard, el álbum no gozó del mismo éxito de Nevermind. Cuando la banda se embarcó en la gira estadounidense de In Utero, la primera desde el éxito de «Smells Like Teen Spirit», habitualmente tocó en auditorios a medio llenar, principalmente por la falta de gira para la promoción de Nevermind y por el nuevo y «retador» lanzamiento.
Para la gira promocional de In Utero, la banda añadió a Pat Smear de la banda de punk rock The Germs como el segundo guitarrista.
Cobain tuvo muchos problemas para adaptarse al éxito masivo de Nirvana con sus fuertes raíces underground. Además, se sintió perseguido por los medios hasta el punto de compararse a sí mismo con Frances Farmer, y tuvo resentimiento con personas que decían ser fanáticos de la banda, pero que no entendieron el mensaje de ésta.
Un incidente que molestó particularmente a Cobain involucró a dos hombres que violaron a una mujer mientras cantaban la canción de Nirvana «Polly». Cobain condenó el episodio en las notas adjuntas a las versiones estadounidenses de la compilación Incesticide, refiriéndose a los agresores como «dos desperdicios de esperma y óvulos».

## Vida personal

### Courtney Love

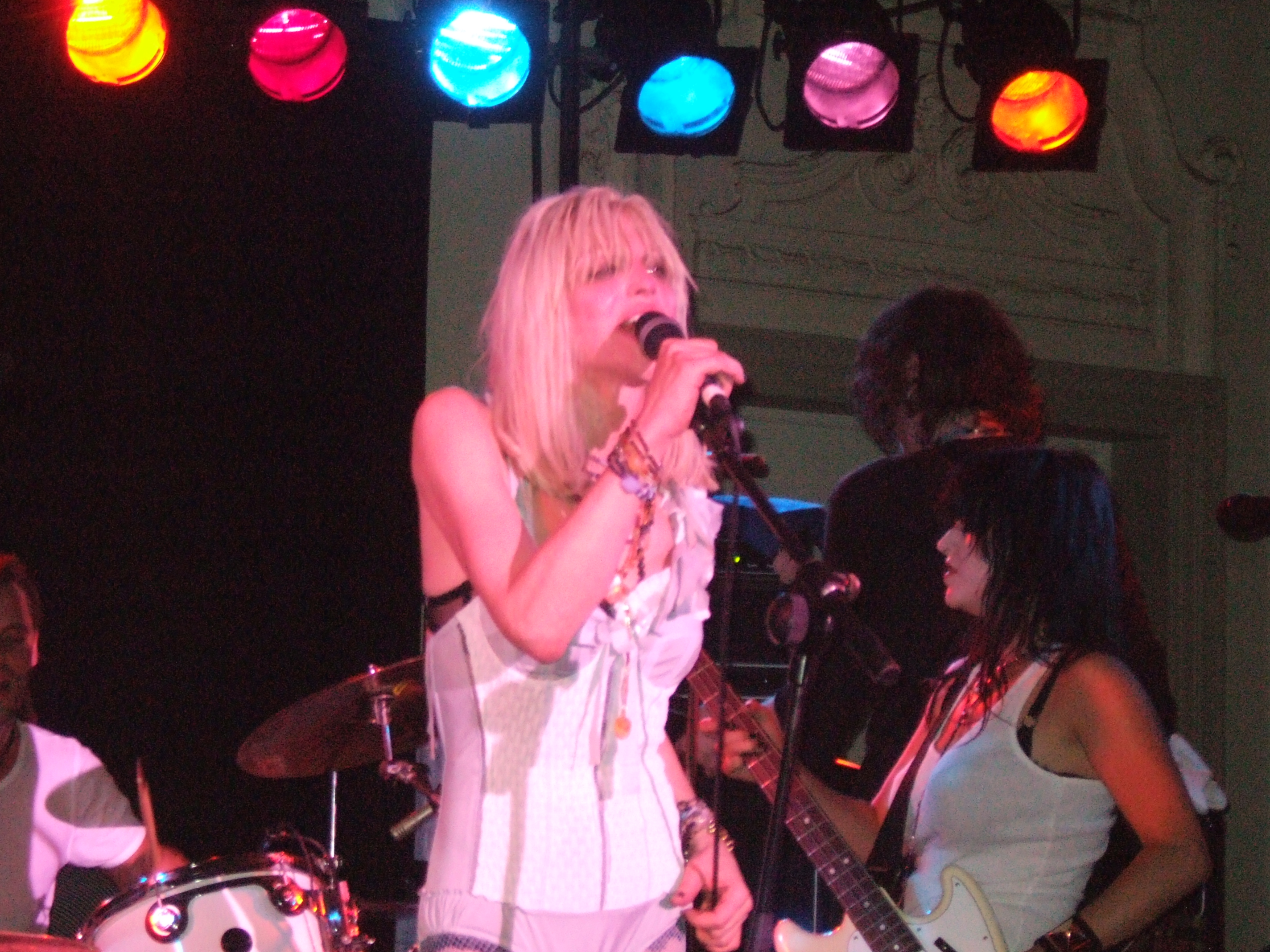
Courtney Love, viuda de Cobain.

Courtney Love vio tocar a Cobain por primera vez en 1990. Según el periodista Everett True, la pareja fue formalmente presentada en un concierto de L7 y Butthole Surfers en Los Ángeles, en mayo de 1991. (Varias biografías mencionan como la fecha del encuentro en 1989, en Portland (Oregón), pero True insiste que 1991 es una fecha más exacta, y señala como prueba una entrevista a Cobain y Love en 1992 con la revista Sassy en la cual la pareja dijo que se habían encontrado en un concierto de L7 y Butthole Surfers). En las semanas siguientes, después de saber de la mano de Grohl que ella y Cobain compartían sentimientos mutuos, Love empezó a buscarlo frecuentemente. Después de semanas de encuentros y conversaciones, en el otoño de 1991, ambos fueron vistos juntos con mayor frecuencia.
Alrededor del tiempo de la presentación de Nirvana en Saturday Night Live (comienzos de 1992) Love descubrió que estaba embarazada.
Unos días después del final de la gira de Nirvana por el Pacífico, el lunes 24 de febrero de 1992, Cobain se casó con Love en la playa de Waikiki, en Hawái. El 18 de agosto nació la única hija de la pareja, Frances Bean Cobain. La razón del inusual segundo nombre fue que Cobain pensó que ella parecía un frijol en su primera ecografía. La niña fue nombrada en honor a Frances McKee de The Vaselines, de los que Cobain era gran fanático.

### Frances Bean Cobain
El 18 de agosto de 1992, nació Frances Bean Cobain, hija de Kurt y Courtney. En un artículo de 1992 en la revista Vanity Fair, Love admitió haber usado heroína sin saber que estaba embarazada. Posteriormente, Love afirmó que Vanity Fair la había citado mal, pero el evento creó una polémica mediática para la pareja. Cobain y Love siempre habían sido una atracción para la prensa romántica, pero desde entonces se vieron acosados por la prensa sensacionalista, interesada en saber si Frances era adicta a las drogas desde su nacimiento.
El Departamento de Servicios para Niños del Condado de Los Ángeles llevó a los Cobain a los tribunales, alegando que el uso de drogas por parte de la pareja determinaba que no eran aptos. El juez ordenó separar a Frances de sus padres y la colocó bajo custodia de la hermana de Courtney, Jamie, cuando la niña tenía dos semanas de edad. Tras litigar durante varias semanas, la pareja obtuvo nuevamente la custodia de su hija tras un acuerdo de someterse a exámenes de orina y visitas regulares de un trabajador social. Después de meses de disputas legales, la pareja obtuvo finalmente la custodia total de su hija.

### Adicciones
Durante su vida, Kurt luchó contra la depresión, la bronquitis crónica y contra un intenso dolor físico debido a una condición estomacal crónica que jamás fue diagnosticada, de la cual buscó durante años la causa y le afectó emocionalmente.: 66 
Ninguno de los médicos a los que consultó fue capaz de encontrar la causa específica, aunque le aseguraron que pudo ser el resultado de una escoliosis que Cobain sufrió en su niñez, o tenía relación con el estrés producido por las giras y eventos a los que la banda asistía. Cobain se automedicó con heroína, pese a que su condición médica no fue la razón principal que provocó el uso de la droga.
Cobain tuvo su primer contacto con las drogas a principios de 1980, iniciándose en el consumo de marihuana a la edad de trece años.: 76  Se ha dicho que buscaba luchar contra su hiperactividad. Había sido tratado con fuertes calmantes ya desde pequeño. Su iniciación en el consumo de heroína tiene lugar en 1986. Durante algunos meses Cobain usó la droga casualmente, pero no pasó mucho tiempo para que se convirtiera en una adicción.
A finales de 1991 su uso empezó a afectar a la gira de la banda en promoción de Nevermind, y se vio a Cobain desmayándose durante sesiones fotográficas. Por ejemplo, el día de la presentación de la banda en Saturday Night Live, cuando Nirvana tuvo una sesión con el fotógrafo Michael Levine, Cobain (que había consumido heroína unas horas antes) estuvo tambaleándose varias veces durante la sesión.
Su vida es una historia triste y desesperante, que ha quedado reflejada en esa foto que le hizo Ian Tilton para la desaparecida revista musical británica Sounds. En ella se le ve sentado en el suelo, con la mano en la frente en un gesto de dolor. Esta imagen ha sido seleccionada por la revista Q como una de las cien mejores fotos de la historia del rock. En ella Tilton cuenta cómo la hizo durante una gira en Seattle, antes de que se hicieran famosos: ′Estaba sentado y llorando; sabía que estaba allí, pero no le importó que le hiciera una foto; el grupo también aceptaba su llanto, así que no era probablemente la primera vez que lo hacía′.
Sobre ésta, Cobain le relató al biógrafo Michael Azerrad: «Yo digo: ¿Qué pueden hacer ellos? No eran capaces de decirme que parara. Entonces a mí no me importó. Obviamente pensaban que era algo parecido a practicar brujería. No conocían bien mi problema, y hasta pensaron en algún momento que iba a morir».: 241 
La adicción a la heroína de Kurt se incrementó con el paso del tiempo. A comienzos de 1992, poco después de que él y Courtney descubrieran que iban a ser padres, decidió entrar en rehabilitación. Después de dejarla, Nirvana se embarcó en una gira por Japón y Australia, donde se vio pálido a Cobain ya que sufría de síndrome de abstinencia. Poco después de regresar a Estados Unidos, la adicción de Kurt reapareció.
Antes de una presentación en el New Music Seminar de la ciudad de Nueva York, en julio de 1993, Cobain sufrió una sobredosis de heroína. En vez de llamar a una ambulancia, Love le inyectó naloxona —conseguida ilegalmente— para sacarlo del estado de inconsciencia. Unas horas más tarde Cobain tocó junto a Nirvana uno de los conciertos más memorables del año. El público no notó que algo extraño había ocurrido.: 296–297 

## Sexualidad
En octubre de 1992, cuando le preguntaron: «Bueno, ¿eres gay?» por Monk Magazine, Cobain respondió: «Si no me atrajera Courtney, sería bisexual». En otra entrevista, describió su identificación con la comunidad gay en The Advocate, afirmando: «Definitivamente soy de espíritu gay y probablemente podría ser bisexual» y «si no hubiera encontrado a Courtney, probablemente habría continuado con ella un estilo de vida bisexual», pero también que estaba «más atraído sexualmente por las mujeres».

## Semanas finales y suicidio
El 23 de febrero de 1994, Kurt Cobain hizo su última aparición televisiva en un programa de la televisión italiana, Tunnel, de Serena Dandini.

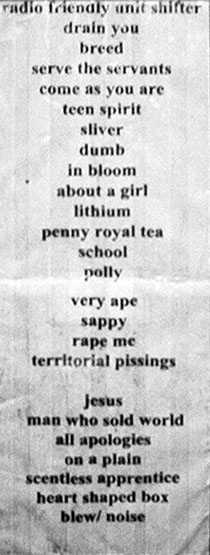
Lista de canciones del último concierto de Nirvana.

El 1 de marzo de 1994, después de que el grupo tocara su último concierto en el Terminal Einz, en Múnich, a Cobain se le diagnosticó bronquitis y laringitis severas. Al día siguiente fue a Roma para tratamiento médico. Su esposa estaría allí el 3 de marzo.
A la mañana siguiente, cuando despertó, Love descubrió que Cobain había sufrido una sobredosis por una combinación de champán y flunitrazepam (Love obtuvo una prescripción de este fármaco después de llegar a Roma). Cobain fue llevado de forma inmediata al hospital, y pasó el resto del día inconsciente.
Después de estar cinco días en tratamiento, Cobain salió del hospital y regresó a Seattle. Posteriormente, Love insistió públicamente en que el incidente fue un intento de suicidio de Cobain.
El 18 de marzo Love llamó a la policía para informar de que Cobain se quería suicidar y que se había encerrado en un cuarto con un arma. La policía fue a la residencia y confiscó varias armas y una botella de píldoras a Cobain, que insistió en que no se quería suicidar y que se había encerrado para esconderse de su mujer.
Cuando la policía le preguntó sobre el tema, ella admitió que Cobain nunca había mencionado que quería suicidarse y que no lo había visto con un arma.
El 25 de marzo Love convocó una reunión sobre el uso de drogas de Cobain. Entre las diez personas que estuvieron ese día hubo músicos cercanos a Cobain, ejecutivos de la discográfica de la banda, y dos de los amigos más cercanos de Cobain: Dylan Carlson de Earth y Michael Stipe de R.E.M..
El exrepresentante de Nirvana, Danny Goldberg, describió a Cobain como «extremadamente escéptico» y que «negó que estuviera haciendo algo realmente autodestructivo». Sin embargo, para el final del día, Cobain estuvo de acuerdo en entrar a un programa de desintoxicación.
El 30 de marzo Cobain llegó al Centro de Recuperación Exodus en Los Ángeles. En la tarde del 1 de abril la niñera de Frances Bean (hija de Cobain) la llevó al lugar para una visita de una hora con su padre. Esa noche Cobain salió del edificio con un cigarrillo, luego escaló una reja de 1.80 m de alto y dejó el centro. Después abordó un taxi hacia el aeropuerto y regresó a Seattle.
A la mañana siguiente se detuvo en su casa, donde habló con Michael Cali DeWitt, que vivía cerca. Durante los días siguientes, Cobain estuvo recorriendo Seattle, pero varios de sus familiares y amigos no estaban pendientes de lo que hacía.
El 3 de abril, Love contrató al investigador privado Tom Grant para hallar a Cobain (Tom Grant ha discrepado posteriormente de la versión oficial de la muerte de Kurt Cobain).

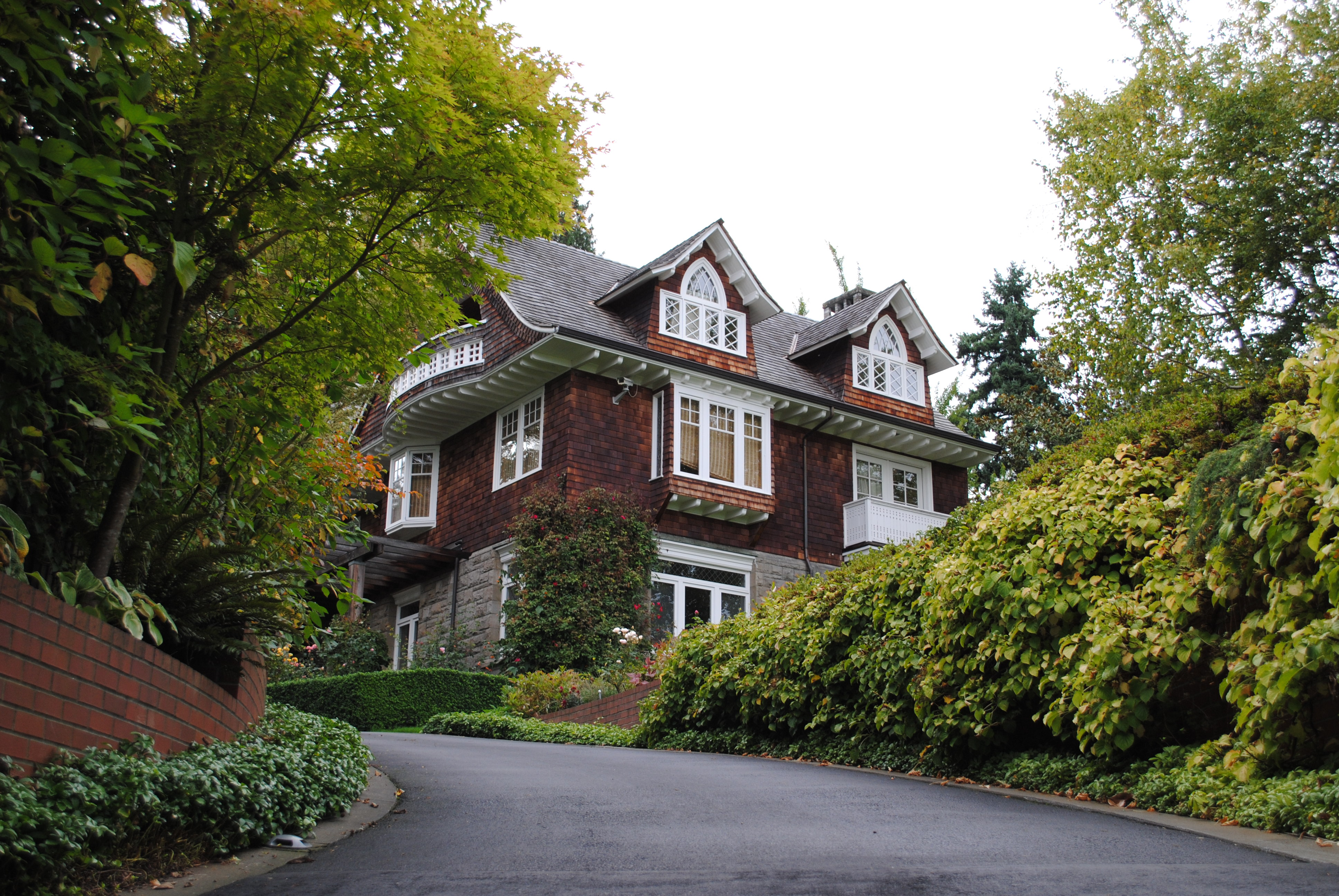
Casa donde falleció Kurt Cobain en Seattle.

Al día siguiente, Love rellenó un informe de persona desaparecida con el nombre de la madre de Cobain sin su permiso. Además, añadió que este se quería suicidar y que estaba en posesión de un arma de fuego.
El 8 de abril de 1994, el cuerpo sin vida de Cobain fue descubierto en una habitación encima de su garaje por un empleado de Veca Electric, Gary Smith. Smith llegó a la casa esa mañana para instalar un sistema eléctrico de seguridad y vio el cadáver pensando que era un maniquí.
Con la excepción de una pequeña cantidad de sangre saliendo del oído de Cobain, Smith informó que no había notado signos visibles de traumatismo, y al principio creyó que estaba dormido. Smith encontró lo que parecía ser una nota de suicidio, en un pequeño jarrón de flores, diciendo entre otras cosas: «Por favor, Courtney, sigue adelante. Por Frances. Por su vida, que va a ser mucho más feliz sin mí. los quiero, ¡los quiero!».
Aunque el director de orquesta David Woodard había construido una Dreamachine para Cobain,: 355–366  los informes de que Cobain había estado usando el dispositivo psicoactivo en exceso en los días previos a su suicidio fueron contradichos por hallazgos posteriores. Al lado del cuerpo se encontró una escopeta, que Cobain consiguió, supuestamente, con la ayuda de Dylan Carlson. Una autopsia concluyó que la muerte de Cobain fue el resultado de «una herida por bala infligida en la cabeza». El informe estima que Cobain murió el 5 de abril alrededor de las 11:30 de la mañana.
Por otro lado, existen algunas teorías que afirman que su muerte no fue un suicidio sino un homicidio por parte de en ese entonces su esposa Courtney Love; las razones fueron financieras, ellos se iban a divorciar y Courtney ya no gozaría de la gran fortuna de su esposo. Lo que lleva a creer en esto fue que después de la muerte de Kurt un testigo apareció diciendo que Courtney le habría ofrecido dinero (50 000 dólares) para asesinar al cantante (el testigo fue encontrado muerto semanas después).
Sin embargo, el mismo Kurt dijo en entrevistas antes de su muerte, que él había conseguido por fin aliviar fuertes dolores de vientre que venía sufriendo desde hace ya bastante tiempo. Familiares y amigos cercanos del cantante también dijeron que el vocalista de Nirvana estaba cambiando y había disminuido el consumo de drogas para poder enfocarse en criar mejor a su pequeña hija. También dijeron que Kurt no presentaba comportamientos que les llevasen a pensar en que se quisiera suicidar o algo parecido.
Existen indicios que podrían hacer dudar sobre la muerte del cantante, sin embargo no han pasado de teorías y nada ha sido confirmado.
Es «miembro» del club de los 27 (grupo de músicos fallecidos a esa edad, como Robert Johnson, Brian Jones, Jimi Hendrix, Jim Morrison y Janis Joplin).

## Influencias musicales
Cobain era un devoto seguidor de los primeros artistas de rock alternativo. Él hizo referencia a sus bandas favoritas en entrevistas, dándole incluso mayor importancia a las bandas que lo influenciaron que a su propia música. En las entrevistas Cobain hablaba de intérpretes relativamente oscuros para el público general, como Blue Cheer, The Vaselines, The Melvins, Daniel Johnston, Meat Puppets, Young Marble Giants, King Crimson, Wipers o The Raincoats. Además, Cobain fue capaz de convencer a discográficas para relanzar discos de The Raincoats (Geffen) y The Vaselines (Sub Pop). Cobain también habló de la influencia de Pixies, y comentó sobre las similitudes de la música de esa banda y Smells Like Teen Spirit.
Cobain le contó a la revista musical Melody Maker, en 1992, que después de escuchar «Surfer Rosa» por primera vez lo convenció de dejar a un lado sus composiciones «tipo Black Flag», para concentrarse más en composiciones «tipo Iggy Pop/Aerosmith», que aparecieron en Nevermind.
Cobain también hizo esfuerzos para incluir a sus intérpretes favoritos en sus andanzas musicales. En 1993, cuando decidió que quería un segundo guitarrista que lo asistiera en escenario, Cobain, junto a Nirvana, se unió a Pat Smear de la legendaria banda californiana Germs. El mismo año, cuando hubo problemas durante los ensayos de tres canciones de Meat Puppets para la presentación de la banda en MTV Unplugged, Cobain llamó a los líderes de la banda, los hermanos Curt y Cris Kirkwood, para que subieran al escenario a interpretar las canciones.
Mientras que Sonic Youth ayudó a Nirvana a ganar mayor éxito, Nirvana intentó ayudar a otros artistas de indie a alcanzarlo. La banda contribuyó con la canción «Oh, the Guilt» a un sencillo lanzado en conjunto con The Jesus Lizard, de Chicago, lo cual ayudó a la credibilidad indie de Nirvana y ayudó al crecimiento del público de The Jesus Lizard.
The Beatles fueron una importante influencia musical en Cobain. Él expresó una admiración particular por John Lennon, al cual consideraba su ídolo, según sus diarios, e incluso admitió que la canción «About a Girl» era esencialmente su intento de escribir una canción de The Beatles. También tuvo muchas influencias del punk rock y daba crédito a bandas como Bad Brains, MDC, Black Flag, The Clash, Ramones y Sex Pistols por su actitud y estilo artístico.
Pese a las influencias indie de Cobain, el sonido de los primeros años de Nirvana estaba influenciado por bandas de hard rock de los años setenta, incluyendo Led Zeppelin, Queen, Black Sabbath y Kiss. En ese tiempo, la banda tenía el hábito regular de tocar versiones de canciones de estas bandas, incluyendo «Immigrant Song», «Dazed and Confused» y «Heartbreaker», de Led Zeppelin, y una grabación de estudio de «Do You Love Me?» de Kiss, la cual lanzaron para el disco tributo a Kiss Hard to Believe. Además, Cobain discutió sobre la influencia de bandas como The Knack, Boston y Bay City Rollers en su música.
Además, Cobain tuvo influencias de artistas de épocas más tempranas: el concierto de Nirvana en MTV Unplugged terminó con una versión de «Where Did You Sleep Last Night», una canción popularizada por el artista de blues Leadbelly, uno de los intérpretes favoritos de Cobain. En ese mismo Unplugged interpretó también «The Man Who Sold The World», un cóver de la canción de David Bowie.

## Legado
La canción más conocida de Cobain es el himno grunge, «Smells Like Teen Spirit». Detrás de esa canción hay una historia: Kathleen Hanna, una amiga de Cobain, escribió en la pared de su cuarto «Kurt smells like Teen Spirit», haciendo alusión al desodorante Teen Spirit que usaba la novia de Kurt de ese momento, Tobi Vail. Kurt no comprendió el chiste e interpretó la frase con un significado revolucionario.
En 1994, MTV emite el concierto acústico y es lanzado el disco MTV Unplugged In New York, que gana un premio Grammy. Dos años más tarde salió un disco con canciones en vivo llamado From the Muddy Banks of the Wishkah. En 2002, después de disputas judiciales entre Love y los dos exmiembros de la banda que quedaban, sale el disco de grandes éxitos Nirvana, con la canción única «You Know You're Right», la última canción de estudio de Nirvana, grabada en enero de 1994.
En 2004 salió el box set With The Lights Out, que contiene material inédito de la banda, caras B y presentaciones en vivo; este box set es considerado por Rolling Stone como «el box set más vendido de la historia»; y al año siguiente, una compilación con lo mejor del box set y tres versiones de canciones inéditas, «Sliver: The Best Of The Box».
Una de esas canciones es «Spank Thru», la que, según Kurt y Krist, es la primera canción de Nirvana, y además la versión presentada proviene de la demo «Fecal Matter», con el que Kurt convencería a Krist de formar una banda, y considerado como el Santo Grial para muchos fanes de la banda. Luego se creó una fundación de ayuda a los adictos con el nombre de Cobain.
En el pueblo natal de Kurt Cobain se propuso dar su nombre al puente Alexander Young. Sin embargo, los integrantes del ayuntamiento votaron diez a uno contra la resolución y rechazaron cambiar la denominación actual. Al parecer, el motivo fue que se tratara de un suicida públicamente adicto a las drogas.
Además, hizo en vida comentarios negativos sobre la localidad. El puente en cuestión se halla en la calle Young de la ciudad de Aberdeen, en el Estado de Washington, y Kurt Cobain hacía referencia a él en la canción Something In The Way, del álbum Nevermind. Sin embargo, el Ayuntamiento aceptó bautizar a una pequeña franja del río Wishkah cerca del puente como Cobain Landing, toda vez que el cantante de Nirvana dijo haber dormido en más de una ocasión en ese sitio, que ahora es lugar de peregrinación.

## Equipo musical
Por las manos de Kurt Cobain pasaron numerosas guitarras, habiendo evidencia fotográfica de al menos 60 distintas. Esto se debe a que él (y también el resto de su banda) tenían la costumbre de destrozar el equipo tras los conciertos, por lo que necesitaba aprovisionarse de nuevas guitarras con frecuencia. Escogiendo cualquier cosa más o menos de su gusto pero que no resultase demasiado caro destrozar. Una característica bastante común en casi todas las guitarras de Cobain es que instalaba humbuckers, al menos en el puente, ya que son más apropiados para manejar toda la distorsión que necesita el sonido grunge.
Su primera guitarra la tuvo a los 14 años, marca desconocida, un modelo similar a una Stratocaster que se la rompieron unos compañeros de su instituto.

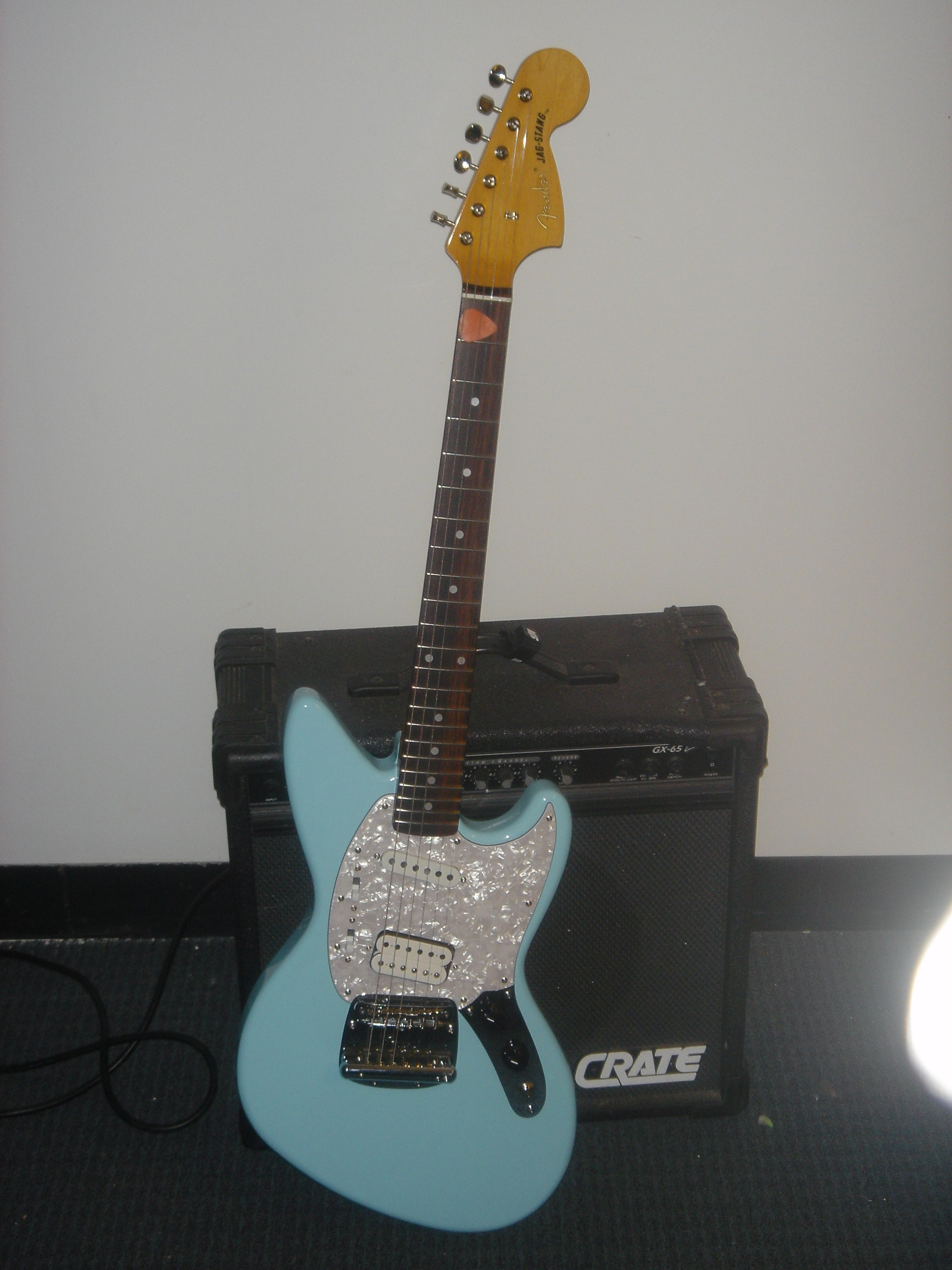
Un modelo de Fender Jag-Stang, creada por Kurt Cobain.

Su principal guitarra era una Fender Jaguar preparada para alojar dos hambuckers y que nunca llegó a ser destrozada. Según Cobain, las Fender Mustang eran sus guitarras favoritas, entre ellas una Mustang Competition que es vista en el vídeo de Smells like teen spirit así como cuatro Mustangs regalo de Fender Japón, tres de ellas azules y una roja, todas con pickguards rojos, sustituyó el pickguard de la mustang roja por uno blanco y fue modificada para alojar un hambucker en el puente, después de esto puso hambuckers en dos de sus otras mustang azules, la tercera jamás fue modificada ni usada en vivo.
La música grunge volvió a poner de moda estos modelos de guitarras surfers de los años 60, y la marca Fender se ofreció a fabricar una guitarra diseñada por el propio Cobain, un híbrido entre la Jaguar y la Mustang, la Fender Jag-Stang, con un humbucker en el puente. Kurt no quedó satisfecho con los prototipos y murió antes de ver los definitivos. Pero también fue creada para él una mustang por la compañía Ferrintong, tenía tres pastillas, una era un humbucker, tenía entrada tipo stratocaster y puente fijo como el de las Les Paul, únicamente fue utilizada en estudios por temor a destruirla en algún concierto.
Kurt pasó más tiempo tocando Fender Stratocaster que cualquier otro modelo de guitarra. Hay fotos conocidas de al menos quince diferentes, posiblemente porque eran más fáciles de encontrar y de reparar que sus modelos favoritos. Solía instalar humbuckers en el puente y en ocasiones les cambiaba el mástil si el original se rompía.
Cobain era aficionado a las Mosrite. En cierto modo tiene su lógica ya que las Mosrite eran guitarras surfers, al igual que las Jaguars y las Mustangs, compartiendo algunas características comunes. En el diseño de las Mosrite, a mediados de los años 60, estuvieron implicados The Ventures. Eran guitarras con formas poco comunes, bastante asimétricas y que con el tiempo se llegaron a revalorizar. Cobain tuvo dos Mosrite originales siendo una de ellas una de sus guitarras favoritas que nunca llegó a estampar. Para la práctica, utilizaba copias baratas de estas guitarras llamadas univox, como la blanca utilizada en el video de Heart-Shaped Box.
En algunas ocasiones se le vio con Fender Telecaster. Una de ellas, regalo de la marca Fender, fue remodelada por completo según los gustos de Kurt. Cobain comentó que era su nueva guitarra favorita pero murió tan solo dos semanas después de estrenarla.
La guitarra acústica del Unplugged es una Martin D18E de 1959, también tenía una Epiphone Texan con el sticker Nixon Now, según Earney era la mejor acústica de Kurt, uso una Stella 12 cuerdas para las sesiones de Nevermind. La Martin D18E fue adquirida por el empresario australiano Peter Freedman en una subasta en junio de 2020 por 6 millones de dólares, lo que la convierte en la guitarra más cara de la historia.
Su amplificador de estudio preferido fue un Fender Twin Reverb a válvulas, para los conciertos solía usar un cabezal Mesa Boogie conectado a gabinetes Marshall 4x12.
Entre cada gira solía cambiar su pedalera. En la gira de Bleach únicamente usaba un BOSS DS-1 Distorsión, se refería a él como Roland.
Para la grabación y giras de 1991 a 1992 cambió su distorsión por un BOSS DS-2 Turbo Distorsión y también usó un Electro-Harmonix Small Clone chorus en canciones como Smell Like Teen Spirit, Come As You Are e In Bloom (de igual manera llegó a usar un BOSS CE-5 y un Electro-Harmonix Clone Theory pero ninguno le llegó a gustar tanto como su Small Clone).
Para las grabaciones de In Utero adquirió un Electro-Harmonix EchoFlanger y un Electro-Harmonix PolyChorus (eran exactamente iguales) los usó en Scentless Apprentice, Radio Friendly Unit Shifter y en el solo de Heart-Shaped Box, solía variar entre estos para sus actuaciones en directo. Usó un Tech 21 Sans Amp Classic amp-simulator box como distorsión principal pero sin dejar de usar su BOSS DS-2.

### Pedales
- BOSS DS-1
- BOSS DS-2
- Electro-Harmonix EH-4600 Small Clone
- Tech 21 Sans Amp Classic amp-simulator box
- Electro-Harmonix Big Muff Pi
- Pro Co RAT
- DOD FX69 Grunge
- BOOS DM-2 Delay
- MXR M104 Distortion+
- Univox U-1095 Super-Fuzz
- MXR M107 Phase 100
- Electro-Harmonix EH-1311 Echoflanger
- Electro-Harmonix EH-7700 Polychorus
- Electro-Harmonix «Ram's Head» Big Muff Pi V2
- Arion HU-8500 Stage Tuner
- Electro-Harmonix The Clone Theory
- Yung-Mann Fuzz
- Chandler Tube Driver Tube Overdrive Pedal
- Boss HM-3 Hyper Metal
- Ibanez Soundtank FZ5 60's Fuzz

### Amplificadores
- Vox AC30 Guitar Combo Amp
- Mesa/Boogie Studio Preamp
- Fender Bassman AB165 Amp
- Mesa/Boogie .22 Studio Combo
- Marshall Plexi 1959SLP
- Marshall JMP 50
- Marshall mini stack
- Sunn Beta Lead
- Fender 1982 Fender Twin Reverb Blackface
- Fender '65 Twin Reverb
- Marshall 1960A 4x12'' Cabinet
- Fender Quad Reverb Amplifier
- Ampeg V-4B
- Marshall 1960B 4x12'' Cabinet
- Fender Silverface Champ (Vintage Combo)
- Randall Commander II
- Fender Bassman Combo Amp
- Marshall 3005 Lead 12 Mini Stack Red Tolex
- Mesa/Boogie Studio 22+
- Sunn Beta Lead 2x12
- 1960’s Lecrolab R600C 70 Watt Combo Amp

## Discografía

### Fecal Matter
- 1985: Illiteracy Will Prevail

### Nirvana
- 1989: Bleach
- 1991: Nevermind
- 1992: Incesticide
- 1993: In Utero
- 1994: MTV Unplugged in New York
- 1994: Live! Tonight! Sold Out!!